# Robert Churchill (balistika)
Robert Churchill (1886–1958) byl britský odborník na forenzní balistiku a uznávaný znalec z oboru střelných zbraní. Působil jako expert pro Scotland Yard a je považován za jednu z klíčových postav rozvoje balistiky v britské kriminalistice ve 20. letech 20. století.[zdroj⁠?!]

## Život a působení
Churchill pracoval ve firmě svého strýce E. J. Churchill v Londýně, známé výrobě loveckých a sportovních zbraní. Po smrti strýce v roce 1910 převzal vedení firmy a brzy se stal autoritou nejen v oblasti výroby zbraní, ale i v kriminalistice.

## Přínos kriminalistice
V roce 1903 byl přizván k vyšetřování vraždy v Claveringu (hrabství Essex), kde pomocí porovnání vystřeleného projektilu s konkrétní zbraní přispěl k usvědčení pachatele. Šlo o jeden z prvních případů použití balistické analýzy v britském soudnictví.
Během 20. a 30. let se Churchill účastnil desítek soudních případů jako znalec. Mezi nejslavnější patří případ vraždy strážníka Gutteridge v roce 1927, kde Churchill pomocí srovnávací mikroskopie dokázal, že náboje nalezené na místě činu odpovídají kulkám vystřeleným ze zbraně podezřelého. Tím položil základy vědecké balistické expertizy ve Spojeném království.

## Odkaz
Robert Churchill publikoval i několik odborných knih o střelných zbraních a střelbě. Jeho práce inspirovala další generace forenzních specialistů a byla citována v britských i mezinárodních případech. Je považován za zakladatele britské forenzní balistiky.[zdroj⁠?!]